# (32406) Tracyhughes
(32406) Tracyhughes est un astéroïde de la ceinture principale.

## Description
(32406) Tracyhughes est un astéroïde de la ceinture principale. Il fut découvert le 1er septembre 2000 à Socorro par le projet LINEAR. Il présente une orbite caractérisée par un demi-grand axe de 2,80 UA, une excentricité de 0,06 et une inclinaison de 1,0° par rapport à l'écliptique.

## Compléments